# Fabio Suescún Mutis
Fabio Suescún Mutis (Bucaramanga, 10 de novembro de 1942) é um ministro colombiano e bispo militar católico romano emérito da Colômbia.
O bispo auxiliar de Bogotá, Emilio de Brigard Ortiz, ordenou-o sacerdote em 19 de novembro de 1966.
Em 3 de maio de 1986, o Papa João Paulo II o nomeou bispo auxiliar em Bogotá e bispo titular de Iomnium. O arcebispo de Bogotá, Mario Revollo Bravo, consagrou-o bispo em 13 de junho do mesmo ano; Os co-consagradores foram Héctor Rueda Hernández, Arcebispo de Medellín, e Luis Gabriel Romero Franco, Bispo de Facatativá. 
Em 20 de novembro de 1993 foi nomeado Bispo de Pereira e em 19 de janeiro de 2001 Bispo Militar da Colômbia.
Em 7 de dezembro de 2020, o Papa Francisco aceitou a renúncia de Fabio Suescún Mutis por motivos de idade.